# ۲۱ (فیلم)
۲۱ یک فیلم درام به کارگردانی رابرت لوکتیک و محصول کمپانی کلمبیا پیکچرز است که در سال ۲۰۰۸ به نمایش درآمد. جیم استرجس، کوین اسپیسی، لارنس فیشبرن، کیت باسورث، لایزا لاپیرا، جیکوب پیتس، و آرون یو در این فیلم بازی می‌کنند.
این فیلم از روی فعالیت‌های تیم بلک‌جک دانشگاه MIT در دههٔ ۸۰ و ۹۰ ساخته شده است. MIT Blackjack Team تیمی از نخبگان دانشگاه MIT و چند دانشگاه دیگر بودند که قصد داشتند ثابت کنند سیستم کازینو در لاس وگاس قابل شکست دادن است. این تیم با استفاده از روش‌های کارت‌خوانی، به جمع‌کردن پول در لاس وگاس می‌پرداختند. البته به تدریج با تغییر قوانین کازینوها، از فعالیت این گروه نیز کاسته شد.
فیلم ۲۱ که از حضور بازیگر سرشناسی چون کوین اسپیسی سود می‌برد، اقتباسی است از کتاب پرفروش Bringing Down The House که در مورد همین تیم دانشجویان MIT و به قلم بن مزریچ نوشته شده است. شخصیت بن کمپبل نیز بر اساس زندگی واقعی Jeff Ma عضو تیم بلک جک MIT پرداخته شده است.
فیلم از منتقدان امتیازهای متفاوتی دریافت کرده، به عنوان مثال حدود نیمی از نقدهای سایت متاکریتیک، نظر مثبتی روی فیلم داشتند. ۲۱ به مدت ۲ هفته در صدر Box Office قرار داشت و تا ۲۸ مارس ۲۰۰۸ فروش جهانی آن بالغ بر ۱۲۱ میلیون دلار بود. باید اشاره کرد که فیلم با بودجه‌ای ۳۵ میلیون دلاری ساخته شده است. در آخر هفته افتتاحیه، این فیلم در ۲٬۶۴۸ سالن سینما در ایالات متحده و کانادا ۲۴٬۱۰۵٬۹۴۳ دلار فروش داشت، با میانگین ۹٬۱۰۳ دلار به ازای هر سالن و رتبه اول در جدول فروش را کسب کرد. این فیلم در دومین آخر هفته اکران خود نیز همچنان در جایگاه اول قرار داشت، با کاهش ۳۶ درصدی مخاطبان، ۱۵٬۳۳۷٬۴۱۸ دلار فروش کرد، تعداد سالن‌ها به ۲٬۶۵۳ افزایش یافت و میانگین فروش به ۵٬۷۸۱ دلار در هر سالن رسید. در سومین آخر هفته، این فیلم به جایگاه سوم سقوط کرد، با کاهش ۳۲ درصدی مخاطبان، ۱۰٬۴۷۰٬۱۷۳ دلار فروش کرد، تعداد سالن‌ها به ۲٬۷۳۶ افزایش یافت و میانگین فروش به ۳٬۸۲۷ دلار در هر سالن کاهش یافت. تا آخر هفته چهارم، این فیلم به رتبه ششم رسید، با کاهش ۴۷ درصدی مخاطبان، ۵٬۵۲۰٬۳۶۲ دلار فروش کرد، تعداد سالن‌ها به ۲٬۹۰۳ افزایش یافت و میانگین فروش به ۱٬۹۰۲ دلار در هر سالن رسید.

## داستان
بن کمپل دانشجوی ۲۱ ساله و بسیار بااستعداد دانشگاه ام‌آی‌تی است که نیازمند بورس برای انتقال به دانشکده پزشکی هاروارد است. هزینه این انتقال ۳۰۰٬۰۰۰ دلار است و بن می‌داند که از عهده تهیه چنین پولی بر نمی‌آید. او برای بورسیه معتبر رابینسون که هزینه کل را پوشش می‌دهد، درخواست می‌دهد. با وجود نمره ۴۴ در آزمون پذیرش کالج پزشکی (در آن زمان، نمره MCAT در مقیاسی از ۳ تا ۴۵ بود) و نمرات بالا، او با رقابت شدیدی روبرو می‌شود و مدیر به او می‌گوید که این بورسیه فقط به دانش‌آموزی داده می‌شود که او را شگفت‌زده کند. بن کمپبل، دانشجوی رشته ریاضی در مؤسسه فناوری ماساچوست، وارد دانشکده پزشکی هاروارد می‌شود، اما نمی‌تواند شهریه ۳۰۰ هزار دلاری را پرداخت کند.
بن کمپبل در MIT، توسط پروفسور میکی روسا با مسئله مونت هال چالش می‌شود که او آن را حل می‌کند. پس از نگاه کردن به نمره ۹۷ درصدی بن در آخرین آزمون معادلات غیرخطی او، میکی بن را دعوت می‌کند تا به تیم بلک‌جک MIT بپیوندد که متشکل از دانشجویان همکلاسی او، چوی، فیشر، جیل و کیانا است. با استفاده از شمارش کارت و سیگنال‌های مخفی، آن‌ها احتمال برد خود را در کازینوها افزایش می‌دهند و به درآمد قابل توجهی می‌رسند.
در طول آخر هفته‌های متعدد، تیم به لاس وگاس پرواز می‌کنند و بن از زندگی مجلل خود به عنوان یک بازیکن بزرگ لذت می‌برد. تیم تحت تأثیر مهارت بن قرار می‌گیرد، اما فیشر حسادت می‌کند و در حالی که مست است با او دعوا می‌کند و باعث می‌شود میکی او را اخراج کند. کول ویلیامز، رئیس امنیت پλανت هالیوود، تیم را زیر نظر داشته است و شروع به تمرکز روی بن می‌کند.
توجه بن به بلک‌جک باعث می‌شود که او نقش خود را در یک مسابقه مهندسی نادیده بگیرد که او را از دوستانش جدا می‌کند. در سفر بعدی به لاس وگاس، او از نظر عاطفی حواس‌پرت است و پس از سیگنال دادن، از میز خارج نمی‌شود و باعث می‌شود ۲۰۰ هزار دلار از دست بدهد. میکی عصبانی می‌شود و تیم را ترک می‌کند و از بن می‌خواهد ۲۰۰ هزار دلار را پس بدهد. بن و سه نفر از دانش‌آموزان تصمیم می‌گیرند که بدون میکی به بازی بلک‌جک ادامه دهند، اما توسط ویلیامز دستگیر می‌شوند که توسط میکی به او اطلاع داده شده است. ویلیامز بن را کتک می‌زند و به او هشدار می‌دهد که برنگردد. او همچنین تاریخچه شخصی خود با میکی را فاش می‌کند، زمانی که یک شمارنده کارت موفق بود که پس از برد بیش از یک میلیون دلار در یک شب در کازینوی او در حالی که او در مراسم خاکسپاری پدرش بود، ویلیامز را اخراج کرد.
بن متوجه می‌شود که به دلیل یک دوره تدریس شده توسط یکی از همکاران میکی، برای فارغ‌التحصیلی واجد شرایط نیست (با تأثیر میکی، استاد در ابتدا به بن نمره قبولی می‌دهد در طول سال بدون اینکه او مجبور به کار یا حتی حضور در کلاس شود). درآمد او از اتاق خوابگاهش سرقت می‌شود. بن که میکی را مظنون می‌داند، با هم‌تیمی‌هایش مشورت می‌کند و آن‌ها میکی را متقاعد می‌کنند که قبل از اینکه کازینوها نرم‌افزار بیومتریک نصب کنند، یک سفر نهایی به لاس وگاس داشته باشند. تیم استتار می‌کند و به پλανت هالیوود بازمی‌گردد و قبل از اینکه ویلیامز آن‌ها را ببیند، ۶۴۰ هزار دلار برنده می‌شوند.
میکی با کیسه چیپس فرار می‌کند اما وقتی متوجه می‌شود که کیسه پر از سکه‌های شکلاتی است، متوجه می‌شود که فریب خورده است. مشخص می‌شود که بن و ویلیامز برای فریب دادن میکی به لاس وگاس معامله‌ای کرده‌اند تا ویلیامز بتواند او را دستگیر کند. مردان ویلیامز میکی را می‌گیرند و کول توضیح می‌دهد که می‌خواهد با یکی از دوستانش در IRS در مورد درآمدهای مالیاتی نشده میکی تماس بگیرد. در عوض، ویلیامز متعهد می‌شود که به بن اجازه دهد تا درآمد آن روز را نگه دارد، اما بعداً او را فریب می‌دهد زیرا او در حال ترک است و کیسه چیپس را با اسلحه می‌گیرد. وقتی بن اعتراض می‌کند، ویلیامز توضیح می‌دهد که به پول بازنشستگی نیاز دارد، در حالی که افراد باهوشی مانند بن همیشه راهی برای موفقیت پیدا می‌کنند.
دوستان قدیمی بن (که با آن‌ها آشتی کرده است) مایلز و کام نیز معلوم می‌شود که در کار با چوی و کیانا در طول دستگیری میکی، در شمارش کارت بسیار خوب هستند و به این ترتیب، شش نفر تیم با وجود دزدی ویلیامز از بن و چیپس میکی، پول زیادی به دست می‌آورند. فیلم با بازگو کردن داستان توسط بن برای مدیر بورسیه حیرت‌زده و گیج‌کننده به پایان می‌رسد.

## فیلمبرداری
فیلمبرداری فیلم ۲۱ در مارس ۲۰۰۷ آغاز شد. فیلمبرداری اصلی صحنه‌های لاس وگاس در هتل و کازینوی هارد راک، کازینوی ردراک در لاس وگاس انجام شد. فیلمبرداری همچنین در دانشکده پزشکی هاروارد، محله چینی‌ها، کمبریج و مرکز علوم مسیحی در بوستون، ماساچوست انجام شد. از آنجایی که مؤسسه فناوری ماساچوست به فیلمبرداری در محوطه دانشگاه اجازه نمی‌داد، فضای داخلی مدرسه و خوابگاه MIT، ورزشگاه و پذیرایی فارغ‌التحصیلان همگی در دانشگاه بوستون فیلمبرداری شدند.